# Municipio de San Salvador el Seco
El municipio de San Salvador el Seco es uno de los 217 municipios que conforman al estado mexicano de Puebla. Su cabecera es la localidad de San Salvador el Seco.

## Geografía
El municipio de San Salvador el Seco se encuentra localizada en la zona centro-oriente del estado de Puebla. Tiene una extensión territorial de 220.961 kilómetros cuadrados y sus coordenadas geográficas extremas son 19°2′ - 19°15′ de latitud norte y 97°32′ - 97°40′ de longitud oeste. Su altitud fluctúa entre 2300 y 3000 metros sobre el nivel del mar.
San Salvador el Seco limita al norte con el municipio de Oriental, al noreste con el municipio de San Nicolás Buenos Aires, al este con el municipio de Aljojuca, al sureste con el municipio de San Juan Atenco, al sur con el municipio de General Felipe Ángeles, al oeste con el municipio de Mazapiltepec de Juárez y al noroeste con el municipio de San José Chiapa.

## Demografía
De acuerdo a los resultados del Censo de Población y Vivienda de 2010 realizado por el Instituto Nacional de Estadística y Geografía, la población total de San José Chiapa asciende a 8 087 personas; de las que 3 966 son hombres y 4 121 son mujeres.

### Localidades
El municipio incluye en su territorio un total de 48 localidades. Las principales, considerando su población del censo de 2010 son:
| Localidad             | Población (2010) |
| --------------------- | ---------------- |
| San Salvador el Seco  | 17 263           |
| Santa María Coatepec  | 5 524            |
| Paso Puente Santa Ana | 2 025            |
| Guadalupe Victoria    | 1 082            |
| San José Barroso      | 534              |
| San Francisco Aljibes | 128              |
| Total municipio       | 27 622           |

## Política
El gobierno del municipio de San Salvador el Seco le corresponde al Ayuntamiento que tiene su sede en la cabecera municipal; el ayuntamiento se encuentra conformado por el presidente municipal, un Síndico y el cabildo integrado por nueve regidores, siete electos por el principio de mayoría relativa y dos por el de representación proporcional. 
Todos son electos mediante el voto universal, directo y secreto en un proceso electoral celebrado el primer domingo de junio del año de la elección y que asumen sus cargos el 15 de febrero del siguiente año, por un periodo de tres años que no son reelegibles para el inmediato pero si de forma alternada.

### Subdivisión administrativa
Para su régimen interior, el municipio de San Salvador el Seco cuenta con una junta auxiliar: Santa María Coatepec.

### Representación legislativa
Para la elección de diputados locales representantes de la población en el Congreso de Puebla y diputados federales integrantes de la Cámara de Diputados de México, el municipio de San Salvador el Seco se encuentra integrado en los siguientes distritos electorales:
Local:
- Distrito electoral local 14 de Puebla con cabecera en Ciudad Serdán.[6]

Federal:
- Distrito electoral federal 8 de Puebla con cabecera en Ciudad Serdán.[7]